# 아무나 좀 꺼내줘
〈아무나 좀 꺼내줘〉(영어: DAREKA NUITEKURE, 일본어: だれかぬいてくれ)는 보컬로이드 프로듀서(보카로P)인 누누누누누누누누누누누누누누누누가 작사, 작곡한 노래이다. 2025년 7월 21일에 오토토이에서 먼저 발매되었고, 일주일 후인 2025년 7월 28일에 유튜브와 니코니코 동화, 그리고 빌리빌리를 통해 공개되었다. 보컬 음성은 인터넷 기업에서 발매한 신디사이저 V 오토마치 우나를 사용하였으며, 코러스는 신디사이저 V 오토마치 우나와 CeVIO AI 타카하시 아마토가 맡았고, 최종 믹싱과 마스터링은 사부로가 맡았다. 뮤직 비디오는 투고 약 5일 만에 유튜브에서 100만 회의 조회수를 기록하였고, 2025년 8월 10일에는 유튜브에서 200만 회의 조회수를 기록하였다. 또한, 빌보드 재팬 니코니코 보컬로이드 송 톱 20에서 최고 4위를 차지하기도 하였다.

## 차트 기록

### 주간 차트
| 차트                                       | 최고 순위 |
| ------------------------------------------ | --------- |
| 니코니코 보컬로이드 송 톱 20 (빌보드 재팬) | 4         |

## 발매
| 지역    | 날짜            | 형식                   |
| ------- | --------------- | ---------------------- |
| 전 세계 | 2025년 7월 21일 | 음악 다운로드 스트리밍 |